# Saint-Pierre-d'Argençon
Saint-Pierre-d'Argençon è un comune francese di 160 abitanti situato nel dipartimento delle Alte Alpi della regione della Provenza-Alpi-Costa Azzurra.

## Società

### Evoluzione demografica
Abitanti censiti